# Historieta costumbrista
La historieta o cómic costumbrista es uno de los géneros de ficción en que puede dividirse la producción historietística. Tradicionalmente, se ha mezclado con el género cómico (así en tiras de prensa como Peanuts o Mafalda y en los tebeos de la Escuela Bruguera), aunque esto ya no suceda en obras más contemporáneas, como pueden ser las de Will Eisner o Carlos Giménez, más vinculadas a la biografía y dirigidas a un lector adulto.

## Características

### Temáticas
- El relato se desarrolla en una simulación del mundo real, con lo que se aleja del fantástico, la ciencia ficción y el terror;
- Suele desarrollarse en el presente o pasado reciente, con lo que se aleja de la historieta histórica.
- Suele narrar la vida familiar y profesional de un personaje o grupo de personajes, siempre que no se trate de las pertenecientes a géneros de acción como el aventurero, bélico, deportivo, o policíaco.
- Su visión de las relaciones sentimentales no es tan estereotipada como en la historieta romántica ni exige un final feliz.
- Sus ingredientes principales no son el humor ni en el sexo, como en la historieta cómica o la pornográfica, sino sólo un ingrediente más.
- Puede denunciar las lacras sociales, sin llegar al panfleto político.

### Formales
- Los personajes suelen mostrar un lenguaje directo y coloquial. Este hecho, sumado a la secuenciación y planificación de la acción en un entorno realista, facilitan su adaptación teatral.[2]

## Historia

### Orígenes
En los albores del siglo XX, las tiras más populares de Estados Unidos oscilaban entre el humor físico del slapstick y el tratamiento de los problemas de adaptación a la modernidad y liberalidad de costumbres por un grupo de personajes. El grupo podía ser una familia o una pareja, siempre polarizada entre un padre y sus hijos o esposa o entre dos compañeros de diferente carácter. Los ejemplos más famosos fueron Mutt and Jeff de Bud Fischer (1907), que inició la serie diaria, Polly and her pals (1912) de Cliff Sterret, Bringing up father (1913) de George McManus, Gasoline Alley (1918) de Frank King, Little Orphan Annie (1924) de Harold Gray o The Bungle Family (1924) de H. J. Tuthill.
Durante la Gran Depresión, el lector prefiere evadirse de la realidad inmediata, con lo que las tiras de aventuras se imponen al resto de géneros. Aparecen, sin embargo, Blondie (1930) de Chic Young y Li'l Abner (1934) de Al Capp.

### La postguerra
En España, los autores cómicos de Bruguera lograron configurar un estilo fácilmente reconocible, a medio camino entre el entretenimiento infantil y el costumbrismo satírico, al presentar un reflejo caricaturesco de la sociedad española de la época, con especial hincapié en los conflictos laborales y familiares. Uno de sus referentes era La familia Ulises (1945), publicada en la competencia por Joaquín Buigas/Marino Benejam, y mucho más amable.
En 1955, la EC Comics cambió de dirección, centrándose en una línea de comic books de tono más realista, la "New Direction", que incluía títulos como "M.D." (historias de médicos) y "Psychoanalysis" ("Psicoanálisis", historias de psiquiatras), y se sometían al Comics Code. Este relanzamiento fue un estrepitoso fracaso.

### Nuevos rumbos
Jules Feiffer, Claire Bretécher o Gérard Lauzier transmiten un mensaje ácido, cuando no venenoso.
Desde mediados de los años 70 muchos autores abordan su biografía, comenzando por el español Carlos Giménez quien refleja su infancia en los hogares del Auxilio Social en su serie Paracuellos (1975) y sus primeras experiencias como dibujante en Los Profesionales (1982), y el estadounidense Harvey Pekar en American Splendor (1976). Casi al mismo tiempo, Will Eisner empieza a publicar con regularidad una serie de novelas gráficas: Contrato con Dios (1978), que contiene cuatro historias acerca de la vida en el Bronx en los años 30; las semiautobiográficas El soñador (1986) y Viaje al corazón de la tormenta (1991) y los agudos comentarios sobre la vida moderna titulados El edificio (1987) e Invisible People (1991-92), por citar sólo algunas. Clásicos del underground, como Robert Crumb o Art Spiegelman continúan por este camino.
Max Cabanes dibuja Le Roman de Renart  (1988) con guion de Colin Maillard para la revista A Suivre y Ramón Boldú empieza a narrar su vida en la revista "El Víbora".

### La novela gráfica
Asociado al fenómeno de la novela gráfica, se produce un auténtico boom de este tipo de relatos, pudiendo citarse a los estadounidenses Chris Ware, Daniel Clowes (Ghost World, 1993) o Craig Thompson; los franceses Philipe Dupuy y Charles Berberian (El Señor Jean) y David B.; los españoles Calo, Nacho Casanova o Fermín Solís, el suizo Frederik Peeters (Píldoras azules, 2001) o el japonés Jirô Taniguchi (El almanaque de mi padre). Hay que destacar, a este respecto, la abundancia en los últimos años de memorias realizadas por mujeres, como Zeina Abirached o Marjane Satrapi o en un terreno más comercial, la serie Aya de Yopougon.
En otros formatos, se publican La parejita S.A. (1992) de Manel Fontdevila o Strangers in Paradise (1993) de Terry Moore.